# アドゴニー・ロロ
アドゴニー・ロロ（Orou-Yerima Baudouin Euloge, Baudouin Euloge Adogony, 保丹露露、1974年3月11日 - ）は、ベナン共和国出身のタレント、俳優、外交官。中国や日本などアジアを中心にアフリカ文化の普及や親善活動を行う。日本ではボビー・オロゴンの相方的な存在としてタレント活動を行った。

## 略歴
過去にファニエスト外語学院でボビー・オロゴン、エリック・ロビンソン、セイン・カミュ、アブドゥール・ハキーム・アミールらと出演し、日本語が堪能な進行役のセイン、大ボケをかます力持ちのボビーに対して、常に弱気でマイナス思考なヘタレキャラで人気を博した。また、コーナー内では何故か名前を間違えられることが多かった(「アドベリーさん」「エコノミーさん」など)。
ベナンの複数の母語以外に、フランス語・中国語・英語・日本語・スペイン語を操るマルチリンガルである。言語操作能力はフランス語、中国語、英語、日本語の順である。（フランス語はベナンの公用語）中学で英語、高校でスペイン語を習得した。
外交官の父と共に1979年に中国に渡り、1981年に帰国。
ヨーロッパ以外の地域に興味を持ち、大学卒業後の1996年に単身中国に渡り北京語言文化大学に1年間留学。その後、中央戯劇学院大学院で3年間演劇の勉強をし、修士号を取得。中央戯劇学院生は人気が高く、在学中から俳優活動も多く行った。
語学学校時代の級友だった日本人男性の礼儀や美徳に感銘を受け、多神教で礼儀を重んじるベナンと共通点がある日本に興味を持ち、来日して日本語学校に通う。2年程度で帰国して母国でエリートとして働く予定であったが、テレビ番組の企画でとんねるずとセイン・カミュが日本語学校にロケに訪れたことがきっかけでカミュに誘われて同じ芸能事務所（R&Aプロモーション）に入る。
その後は、さんまのSUPERからくりTVに2002年からレギュラー出演。いきなり!黄金伝説。の企画では得意の料理の腕前も披露した。（「和フリカン料理」と呼ぶ日本の食材で作るアフリカ料理の普及イベントも行ったことがある）この間に映画にも多数出演。日本での滞在は長期間に及び、最初の7年間は帰国はせず、第1子も誕生している。
2005年愛知万博ではアフリカ共同館親善大使、アフリカン・フェスタ2007ではナビゲーター、2008年の第4回アフリカ開発会議ではオフィシャルサポーター、2010年上海万博ではオフィシャルアドバイザーを務めた。
2010年頃から上海に在住。2010年代中頃からは福岡県に在住して飲食店経営やイベント開催などの活動を行った。この時期にセイン・カミュのYouTubeチャンネルに出演して再会を果たす。
2019年現在、ベナン政府の外交官（在中国ベナン大使館公使参事官）を務め、経済関連の使節などの活動をしている。外交官になった理由を「奨学金を多く出してもらったことへの恩返し」と語った。

## 映画
- L'étranger venu d'Afrique – Feizhou Laowai（1998年）中国で撮影された初のアフリカ映画（35mm短編13分[12]）。監督：ジョセフ・クンベラ（英語版）
- ミラクルバナナ
- マスター・オブ・サンダー 決戦!!封魔龍虎伝（英語版）
- 銀幕版 スシ王子! 〜ニューヨークへ行く〜
- 新宿インシデント
- Little Klaus Big World（2011年）

## CM
- オロナミンC（2005年） - 上戸彩、ボビー・オロゴンと共演。